# Antonius Bregno
Antonius Bregno (auch Prem, Premb; * um 1591 in Osteno am Luganersee; † nach 1640 in Bruck an der Leitha, Niederösterreich) war ein Hofsteinmetzmeister und Bildhauer des Barock. Er war der Bruder von Hieronymus Bregno. Rund 50 Jahre zuvor, 1551, hatte Kaiser Karl V. (HRR) italienische Steinmetzen und Bildhauer eingeladen, in den dortigen Kalksteinbrüchen zu arbeiten. Viele Tessiner und Lombarden nahmen das Angebot an, sodass im Lauf der Jahre eine einzigartige Künstlerkolonie entstand, die bis zum Türkenkrieg 1663/1664 existierte.

## Leben

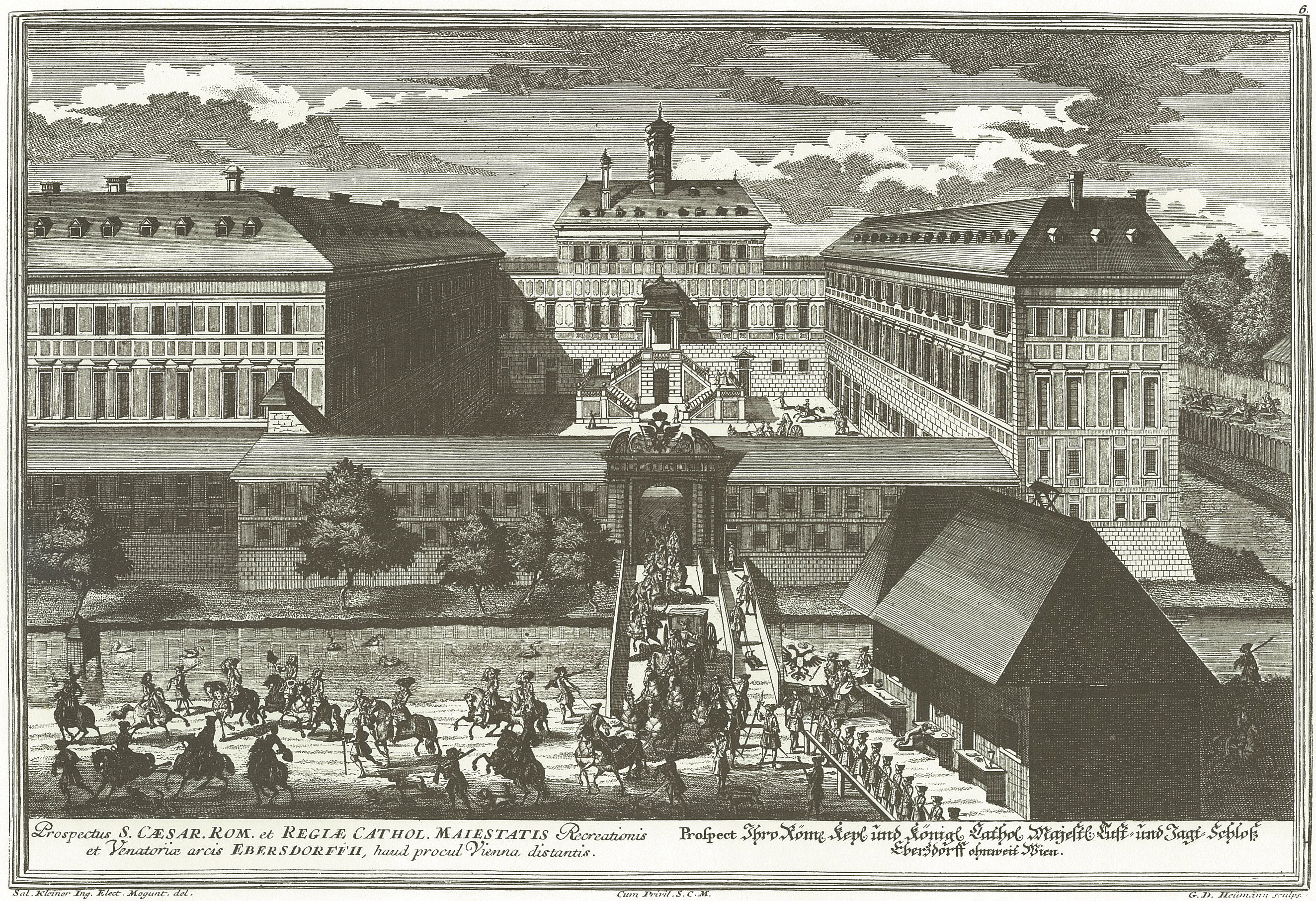
Schloss Kaiserebersdorf von Salomon Kleiner

Antonius Bregno 1605 als Lehrjunge begann 1605 eine fünfjährige Lehrzeit bei Bernhard Tencalla im kaiserlichen Steinbruch am Leithaberg unweit von Wien. Er arbeitete mit am Schloss Kaiserebersdorf in Wien (1618). Ferner Mitarbeit an der Kaisersteinbrucher Kirche (1618–1633).

## Kaiser Matthias bestätigt am 16. März 1617 eine Viertellade

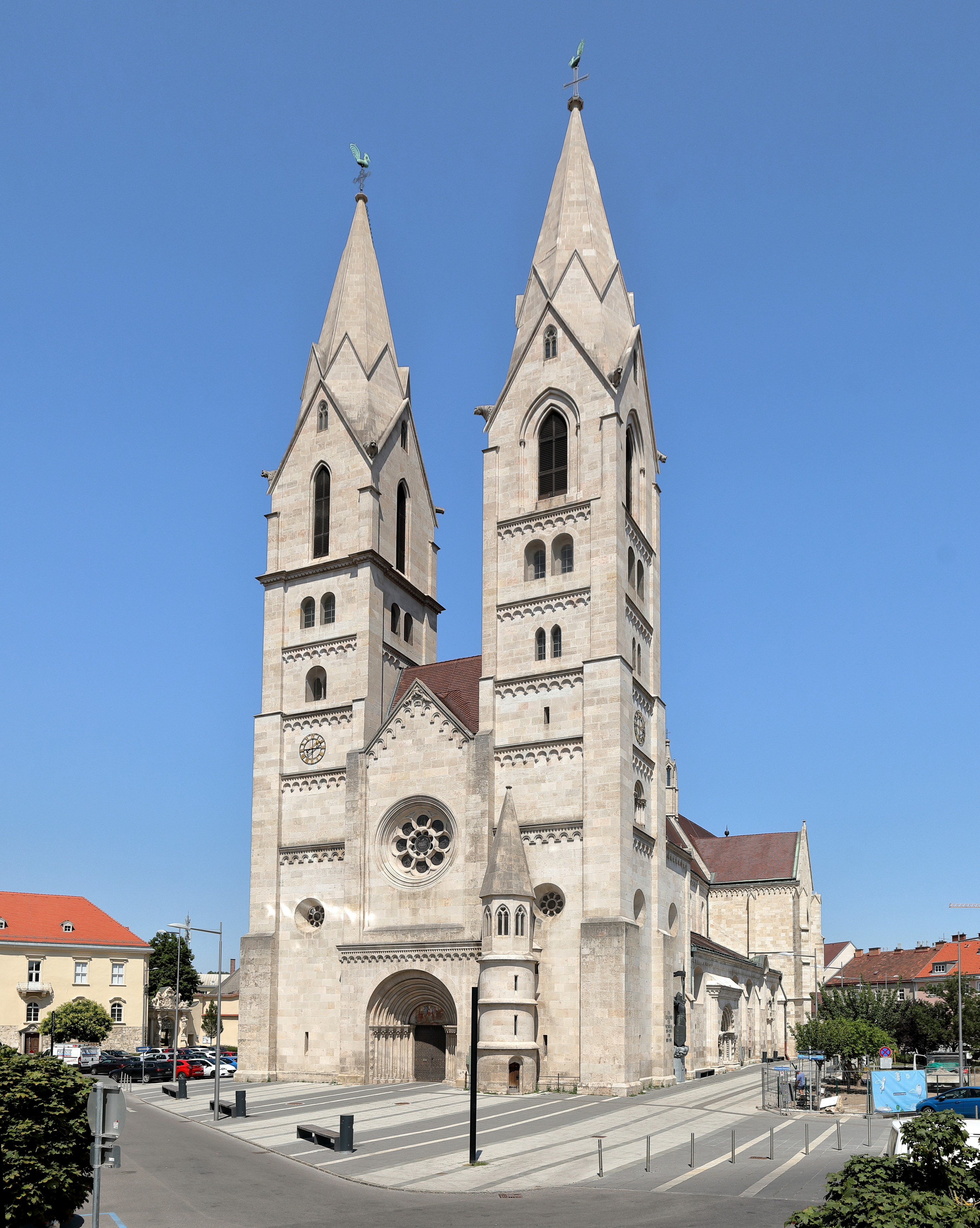
Dom von Wiener Neustadt

Die wahre Bedeutung der Steinmetz- und Maurermeister im kaiserlichen Steinbruch am Leithaberg, die Qualität des Steines und ihrer Arbeiten, wurde durch dieses Privilegium offenbar. Die Bruderschaft der Kaisersteinbrucher Meister war damit gegründet. Die Hauptlade war das Handwerk zu Wiener Neustadt.
Einige Artikel der Kaisersteinbrucher Ordnung (kleiner Auszug)
- Wer ein Gebäude geführt hat, muß ein Jahr für dasselbe haften.
- Ein Meister soll nur einen Lehrling haben, der Maurer 3, der Steinmetz 5 Jahre Lehrzeit …

Die Steinbrucher Meister fordern sofort das Recht, zwei Lehrlinge aufnehmen zu dürfen – weil bemelter Bruch fern von einer Stadt und Flecken liegen tut, und ein Lehrjunge bei solcher Beschaffenheit, weil man ihn täglich zur Holung allerlei Victualien und anderer Sachen gebrauchen muss, nichts erfahren oder lernen könnte. Sie erhielten diese Sondergenehmigung, die später von anderen auch verlangt wird.

### Die niederösterreichische Regierung fordert die Weinsteuer
Am 20. Februar 1618 berichtete der Rentmeister Johann Miller der niederösterreichischen Landesregierung, die energisch die Einhebung des Täz, der Weinsteuer einforderte, aus dem Steinbruch von fünf Steinmetzen und einem Bildhauer, so alle Welsche, darunter vier Meister von Ihro Kayserlichen Majestät,.. einer davon Antonius Bregno. Aber der Steinbruch liegt zur Gänze auf ungarischem Boden.

## Handwerksordnung 1625
Hofsteinmetzmeister Antonius Bregno, Witwer, wohnhaft in Kaisersteinbruch, heiratete 1628 Juliana Magistrin, Witwe von Meister Pietro de Magistris. † Juli 1631 Juliana Bregnin, stiftete für die neue Kirche einen Weingarten mit 7 Pfund im Breitenbrunner Gebiet gelegen. (1 Pfund Weingarten = Zählmaß für 240 Weinstöcke)

### Mordfall im Steinbruch
Am 20. Oktober 1629 ereignete sich ein tragischer Vorfall im Steinbruch, der Knabe Carlo Bussi wurde durch einen Pistolenschuss getötet. Die Brüder Antonius und Hieronymus Bregno, seine leiblichen Vettern, nahmen sich seiner an und beschuldigten den Mathias Lorentisch der Tat. Lorentisch bestätigte, an diesem Tage einen Schuss abgegeben zu haben, doch der Steinmetzgeselle Christoff Khinners als Ohrenzeuge hatte zwei verschiedenartige Schüsse gehört. Pfarrer Gregor Paternitz konnte noch mit dem Knaben außerhalb der Beichte sprechen, dieser habe dem unbekannten Täter verziehen und vergeben. Weil nur Vermutungen vorlagen, schloss Abt Christoph Schäffer das Gerichtsverfahren, Mathias Lorentisch dürfe niemals von der Beschuldigung erfahren.

## Nach Bruck an der Leitha
Um 1633 verließ er endgültig Kaisersteinbruch und verfügte sich nach Bruck an der Leitha. Graf Harrach beauftragte den Hofsteinmetzmeister 1640 mit zwei Brunnen im Schloss Prugg.

## Werke
- 1618: Schloss Kaiserebersdorf, Haupttor usw. mit den kaiserlichen Meistern Ulrich Payoß, Pietro di Magistri, Leonhardt Holzäpfel, Nicola di Nuovo, Andre Ruffini und Antonius Bregno.
- 1618–1633: Kaisersteinbrucher Kirche
- 1640: Schloss Prugg in Bruck an der Leitha, 2 Brunnen